# Force of Habit
Force of Habit ist das fünfte Studioalbum der US-amerikanischen Thrash-Metal-Band Exodus. Es erschien im August 1992 bei Capitol Records und ist das letzte Album vor der zwischenzeitlichen Auflösung der Band. Es ist das einzige Album mit Bassist Michael Butler und enthält die Singleauskopplung „Thorn in My Side“.

## Entstehung und Stil
Zu Zeiten des Groove Metals gingen Exodus auf Force of Habit deutlich langsamer und Midtempo-orientierter zu Werke als zuvor, der reine Thrash Metal wurde zurückgedrängt. Erstmals nahm die Band in Großbritannien auf, wo Chris Tsangarides die Platte produzierte. Nur „Pump It Up“ wurde anschließend von Marc Senesac im Studio The Record Plant in Sausalito mit zusätzlichen Aufnahmespuren versehen und remixt. Mit „Bitch“ von den Rolling Stones – mit Bläserarrangements – und „Pump It Up“ von Elvis Costello waren zwei Coverversionen enthalten. Die Songtitel sind überwiegend englischsprachige Sprichwörter. „Architect of Pain“ bezieht sich auf den Marquis de Sade, „One Foot in the Grave“ kritisiert Drogenmissbrauch und „Me, Myself and I“ setzt sich satirisch mit der Ich-Generation auseinander.
Force of Habit ist das einzige Album ohne das bekannte Exodus-Logo. Das Cover zeigt eine Illustration von Ralph Steadman. Das Album ist dem 1991 verstorbenen Bill Graham gewidmet.

## Rezeption
Roch Parisien von Allmusic vergab drei von fünf Sternen. Die teilweise Abkehr von Thrash lasse Raum für einige Melodien. Parisien hob die ungewöhnlichen Coverversionen hervor wie auch einigen „interessanten Textinhalt“. Force of Habit konnte sich nicht in den Charts platzieren.

## Titelliste
1. Thorn in My Side (4:06) (Gary Holt, Steve Souza)
2. Me, Myself and I (5:04) (Rick Hunolt, Holt)
3. Force of Habit (4:19) (Holt, Souza)
4. Bitch (2:49) (Keith Richards, Mick Jagger)
5. Fuel for the Fire (6:04) (Holt, Souza)
6. One Foot in the Grave (5:16) (Holt)
7. Count Your Blessings (7:30) (Holt, Hunolt)
8. Climb Before the Fall (5:39) (Hunolt, Holt, Souza)
9. Architect of Pain (11:02) (Holt)
10. When It Rains It Pours (4:20) (Holt)
11. Good Day to Die (4:48) (Holt, Hunolt, Souza)
12. Pump It Up (3:10) (Elvis Costello)
13. Feeding Time at the Zoo (4:33) (Souza, Holt, Hunolt, Michael Butler, John Tempesta)

### Bonustracks der japanischen CD-Veröffentlichung von 1992 und weiteren CD-Wiederveröffentlichungen
1. Crawl Before You Walk (3:59) (Holt)
2. Telepathetic (4:50) (Holt, Hunolt)

### Coverversionen
- „Bitch“ ist eine The-Rolling-Stones-Coverversion. Das Lied wurde ursprünglich 1971 auf dem Album Sticky Fingers veröffentlicht.
- „Pump It Up“ ist eine Elvis-Costello-Coverversion. Das Lied wurde ursprünglich 1978 auf dem Album This Year’s Model veröffentlicht.